# Landtagswahlkreis Oberhavel I
Der Wahlkreis Oberhavel I (Wahlkreis 7) ist ein Landtagswahlkreis in Brandenburg. Er umfasst die Städte Hennigsdorf, Kremmen und Velten sowie die Gemeinden Löwenberger Land und Oberkrämer, die im Landkreis Oberhavel liegen. Wahlberechtigt waren bei der letzten Landtagswahl 54.818 Einwohner.
Zur Landtagswahl 2014 kam zu den genannten Städten und Gemeinden auch die Stadt Velten, die vorher zum Landtagswahlkreis Oberhavel II gehörte, hinzu.

## Landtagswahl 2024
Für die Landtagswahl 2024 stehen folgende Parteien und Direktkandidaten zur Wahl:
| Direktkandidat           | Partei                    | Erststimmen in % | Zweitstimmen in % |
| ------------------------ | ------------------------- | ---------------- | ----------------- |
| Andreas Noack            | SPD                       | 34,0             | 31,9              |
| Heiko Gehring            | AfD                       | 32,6             | 29,9              |
| Frank Bommert            | CDU                       | 15,9             | 13,0              |
| Clemens Rostock          | GRÜNE                     | 2,5              | 3,4               |
| Sebastian Wolf           | Die Linke                 | 3,5              | 2,1               |
| Stefanie Gebauer         | BVB/FW                    | 8,6              | 3,0               |
| Catherine Gagern-Géronde | FDP                       | 1,1              | 0,8               |
| –                        | Tierschutzpartei          |                  | 2,5               |
| André Preylowski         | Plus (Piraten, ÖDP, Volt) | 1,9              | 1,2               |
| –                        | BSW                       |                  | 11,3              |
| –                        | III. Weg                  |                  | 0,1               |
| –                        | DKP                       |                  | 0,1               |
| –                        | DLW                       |                  | 0,4               |
| –                        | WU                        |                  | 0,3               |

## Landtagswahl 2019
Bei der Landtagswahl 2019 treten folgende Parteien und Personen als Direktkandidaten an:
| Direktkandidat     | Partei           | Erststimmen in % | Zweitstimmen in % |
| ------------------ | ---------------- | ---------------- | ----------------- |
| Andreas Noack      | SPD              | 29,1             | 29,3              |
| Dietmar Buchberger | AfD              | 24,4             | 23,8              |
| Frank Bommert      | CDU              | 16,1             | 14,9              |
| Clemens Rostock    | GRÜNE/B90        | 11,4             | 10,6              |
| Marco Pavlik       | Die Linke        | 8,7              | 8,5               |
| Jürgen Kurth       | BVB/FW           | 6,9              | 4,1               |
| –                  | Tierschutzpartei | –                | 3,6               |
| Ole Gawande        | FDP              | 6,9              | 3,6               |
| –                  | PIRATEN          | –                | 0,8               |
| –                  | ÖDP              | –                | 0,5               |
| –                  | V-Partei³        | –                | 0,2               |

## Landtagswahl 2014
Bei der Landtagswahl 2014 treten folgende Parteien und Personen als Direktkandidaten an:
| Direktkandidat     | Partei    | Erststimmen in % | Zweitstimmen in % |
| ------------------ | --------- | ---------------- | ----------------- |
| Thomas Günther     | SPD       | 36,4             | 36,0              |
| Ralf Wunderlich    | Die Linke | 15,3             | 15,0              |
| Frank Bommert      | CDU       | 22,9             | 21,5              |
| Thomas von Gizycki | GRÜNE     | 5,3              | 6,0               |
| Erik Naujoks       | FDP       | 1,2              | 1,3               |
| Thomas Schulz      | NPD       | 2,9              | 2,6               |
| Jürgen Kurth       | BVB/FW    | 4,1              | 2,3               |
|                    | REP       |                  | 0,2               |
|                    | DKP       |                  | 0,2               |
| Andreas Galau      | AfD       | 11,8             | 13,6              |
|                    | PIRATEN   |                  | 1,4               |

## Landtagswahl 2009
Bei der Landtagswahl 2009 wurde Thomas Günther im Wahlkreis direkt gewählt.
Die weiteren Wahlkreisergebnisse:
| Direktkandidat       | Partei              | Erststimmen in % | Zweitstimmen in % |
| -------------------- | ------------------- | ---------------- | ----------------- |
| Thomas Günther       | SPD                 | 34,6             | 38,4              |
| Ursel Degner         | Die Linke           | 23,6             | 21,0              |
| Frank Bommert        | CDU                 | 23,5             | 19,9              |
| -                    | DVU                 | -                | 01,1              |
| Heinz-Herwig Mascher | GRÜNE               | 06,0             | 05,8              |
| Petra Cavusoglu      | FDP                 | 06,6             | 07,9              |
| -                    | 50 Plus             | -                | 00,5              |
| -                    | DKP                 | -                | 00,1              |
| -                    | REP                 | -                | 00,3              |
| -                    | Die-Volksinitiative | -                | 00,3              |
| Christel Laske       | NPD                 | 02,9             | 02,5              |
| -                    | RRP                 | -                | 00,4              |
| Jürgen Kurth         | Freie Wähler        | 02,8             | 01,8              |

## Landtagswahl 2004
Die Landtagswahl 2004 hatte folgendes Ergebnis:
| Direktkandidat    | Partei          | Erststimmen in % | Zweitstimmen in % |
| ----------------- | --------------- | ---------------- | ----------------- |
| Thomas Günther    | SPD             | 32,8             | 36,4              |
| Wolfgang Krüger   | CDU             | 23,7             | 20,1              |
| Ursel Degner      | PDS             | 28,0             | 23,2              |
| –                 | DVU             | –                | 05,5              |
| Christoph Brunner | GRÜNE           | 06,0             | 04,2              |
| Petra Cavusoglu   | FDP             | 04,1             | 03,6              |
| –                 | AUB-Brandenburg | –                | 00,4              |
| –                 | JA              | –                | 00,3              |
| Diana Arjan       | AfW             | 02,9             | 00,6              |
| –                 | DKP             | –                | 0,1               |
| –                 | GRAUE           | –                | 01,0              |
| –                 | FAMILIE         | –                | 01,9              |
| –                 | 50 Plus         | –                | 01,5              |
| Sabine Krahn      | Offensive D     | 02,6             | 00,7              |
| –                 | BRB             | –                | 00,5              |